# Graphium eurypylus
Graphium eurypylus är en fjärilsart som först beskrevs av Carl von Linné 1758.  Graphium eurypylus ingår i släktet Graphium och familjen riddarfjärilar. Inga underarter finns listade i Catalogue of Life.

## Bildgalleri

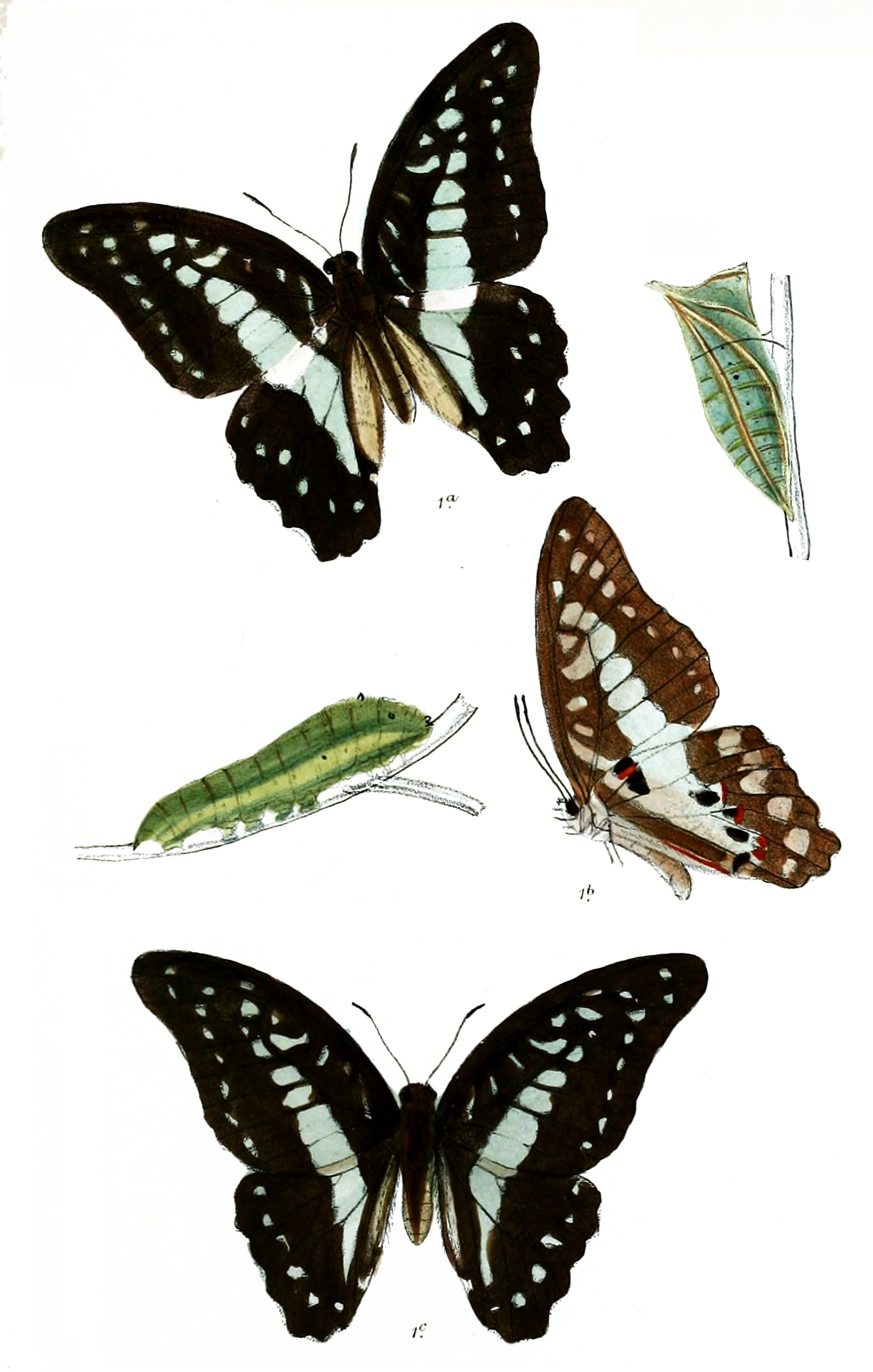
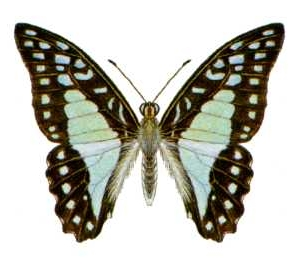